# Taca (Irupana)
Taca ist eine Ortschaft im Departamento La Paz im südamerikanischen Andenstaat Bolivien.

## Lage im Nahraum
Taca liegt in der Provinz Sud Yungas und ist zentraler Ort im Cantón Taca im Municipio Irupana. Die Ortschaft liegt auf einer Höhe von 3132 m am Ostrand des bolivianischen Altiplano, unweit der Nordflanke des Illimani, auf einem Höhenrücken, der sich vom Cerro Lampucara (3144 m), unmittelbar östlich von Taca, zum Cerro Chuñavi (4272 m) hin in südwestlicher Richtung erstreckt. Der Höhenrücken wird im Süden eingerahmt durch den nach Nordosten fließenden Río de la Paz, und im Norden durch den Río Chunga Mayu, der am Ende des Höhenrückens in den Río de la Paz mündet.

## Geographie
Taca liegt am Rande des Gebirgsmassivs des Illimani, welches ein Teil der bolivianischen Cordillera Real ist. Das Klima der Region ist ein typisches Tageszeitenklima, bei dem die tägliche Schwankung der Temperaturen deutlicher ausfällt als die mittleren Temperaturunterschiede der Jahreszeiten.
Die mittlere Durchschnittstemperatur der Region liegt bei etwa 8 °C (siehe Klimadiagramm Palca) und schwankt nur unwesentlich zwischen 6 °C im Juni/Juli und 10 °C im November. Der Jahresniederschlag beträgt etwa 600 mm, bei einer ausgeprägten Trockenzeit von Mai bis August mit Monatsniederschlägen unter 15 mm und einem Niederschlagsmaximum im Januar mit 120 mm.

## Verkehrsnetz
Taca liegt 128 Straßenkilometer südöstlich von La Paz, der Hauptstadt des Departamentos.
Von La Paz aus führt eine unbefestigte Landstraße durch den Cañon de Palca, der mit seinen bizarren rötlichbraunen Felsformationen dem Bryce Canyon in den USA ähnelt, und erreicht Palca nach 20 Kilometern. Knapp drei Kilometer nördlich von Palca überquert die Straße den Río Choquekota und führt dann in östlicher Richtung auf weiteren 30 Kilometern über Totora Pampa nach Tres Ríos, wobei sie Höhen von bis zu 4500 m überwindet. Von Tres Ríos aus sind es noch einmal elf Kilometer über Iquico nach Totoral, von dort führt die Straße auf 20 Kilometern über Chuñavi und Lambate nach Chiltuhaya, und auf weiteren 44 Kilometern vorbei an Pariguaya und Santiago de Taca nach Taca.

## Bevölkerung
Die Einwohnerzahl des Ortes ist in dem Jahrzehnt zwischen den beiden letzten Volkszählungen nahezu gleich geblieben:
| Jahr | Einwohner         | Quelle       |
| ---- | ----------------- | ------------ |
| 1992 | keine Detaildaten | Volkszählung |
| 2001 | 183               | Volkszählung |
| 2012 | 180               | Volkszählung |
| 2024 |                   | Volkszählung |